# Thomas Thorne

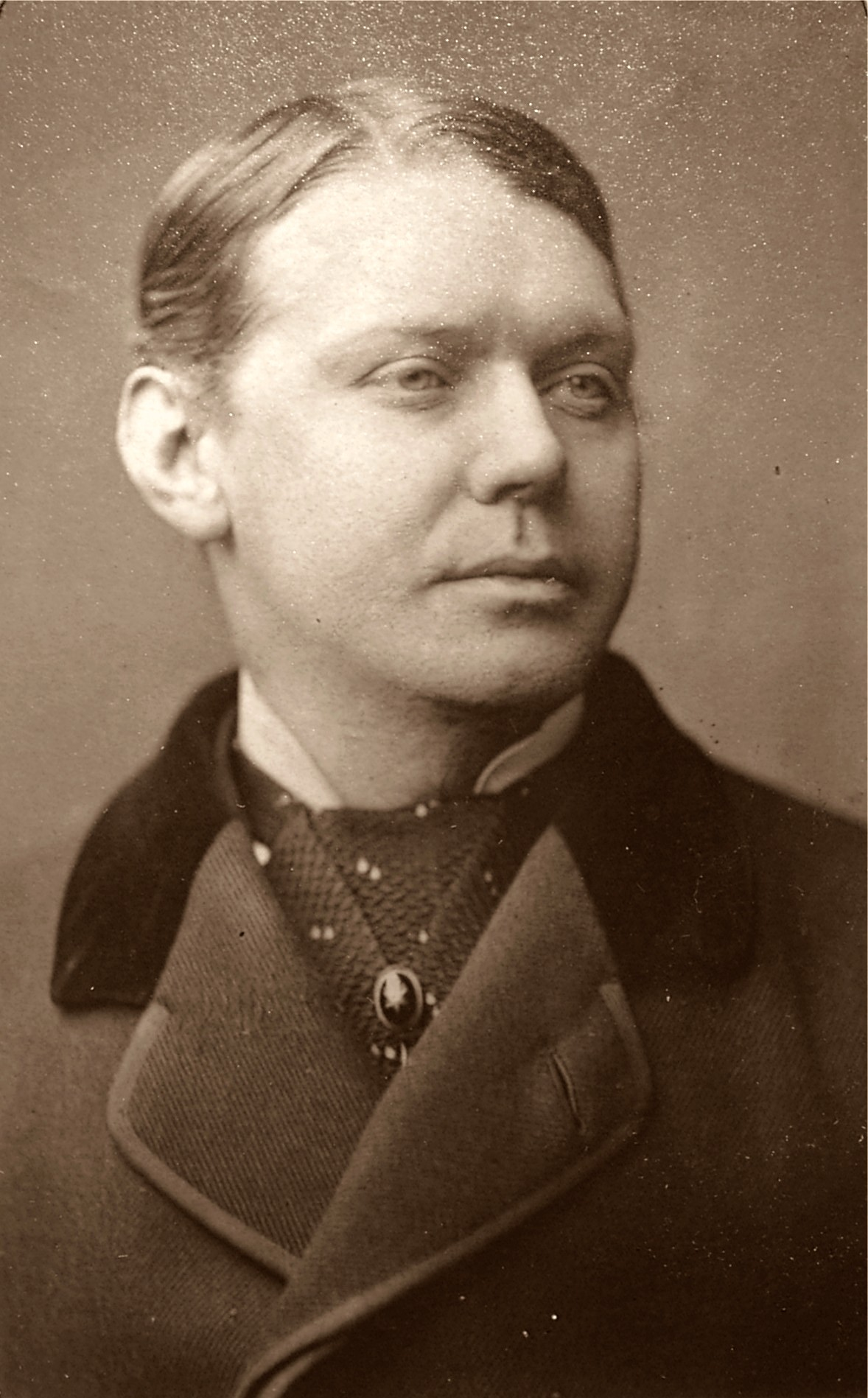
Thomas Thorne

Thomas Thorne (1841 – 1918) fue un actor y director de teatro inglés. Fue uno de los directores fundadores del Vaudeville Theatre de Londres, junto con David James y Henry James Montague y realizó el papel protagónico en muchas de las producciones del lugar. Su padre fue Richard Samuel Thorne, quien administró el Surrey Theatre. Sus hermanos, Sarah y George también fueron actores (George fue conocido por sus interpretaciones de barítono cómico de la ópera Savoy con D'Oyly Carte Opera Company. Su sobrino fue el actor Frank Gillmore y sus sobrinas las actrices Ruth y Margalo Gillmore. Thorne se casó con Adelaida Newton, a quien había conocido cuando ambos eran actores en el Royal Strand Theatre, pero el matrimonio no fue feliz. Según Erroll Sherson, Thomas Thorne murió sin un centavo y demente.